# Kristy Hill
Kristy Hiria Hill (* 1. Juli 1979 in Auckland) ist eine ehemalige neuseeländische Fußballspielerin.

## Karriere

### Vereine
Hill begann für den in Ellerslie, einem Vorort von Auckland, ansässigen Ellerslie AFC mit dem Fußballspielen. Im weiteren Verlauf spielte sie für den in der Region Auckland in Manukau City ansässigen Manukau United, für den Lynn-Avon United AFC, einem Stadtteilverein von Waitakere City und für den in New Lynn (ebenfalls ein Stadtteil von Waitakere City) ansässigen Lynndale AFC.
Im Seniorinnenbereich spielte sie für drei in drei unterschiedlichen Vororten von Auckland ansässige Vereine. Zunächst war sie im Jahr 2008 für den in Three Kings ansässigen Three Kings United in der Northern Premier Women’s League, der zweithöchsten Spielklasse im neuseeländischen Frauenfußball, aktiv. Im weiteren Verlauf gehörte sie im Spieljahr 2011 dem in Pakuranga ansässigen Ligakonkurrenten Fencibles United AFC und im Spieljahr darauf dem in Kohimarama ansässigen Eastern Suburbs AFC an.

### Nationalmannschaft
Hill debütierte als Nationalspielerin für den NZF in der A-Nationalmannschaft. Im Spieljahr 2008 kam sie in drei Länderspielen zum Einsatz, beginnend mit dem Freundschaftsspiel am 16. Juni beim 1:0-Sieg über die Nationalmannschaft Argentiniens, in dem sie als Einwechselspielerin ihr Debüt gab.
Ihr zweites Länderspiel bestritt sie zwei Tage später bei der 0:2-Niederlage gegen die Nationalmannschaft Kanadas und ihr drittes abschließend am 12. August in Shenyang bei der 0:4-Niederlage gegen die US-amerikanische Nationalmannschaft im dritten Spiel der Gruppe G des olympischen Fußballturniers.
Im Folgespieljahr nahm sie mit ihrer Mannschaft am Vier-Nationen-Turnier 2009 in Guangzhou teil und wurde in allen drei (verlorenen) Spielen eingesetzt, wie auch am 14. November in Saitama bei der 1:2-Niederlage im Freundschaftsspiel gegen die Nationalmannschaft Japans. Am 20. Februar 2010 wurde sie bei der 0:3-Niederlage im Freundschaftsspiel gegen die Nationalmannschaft Australiens berücksichtigt. Mit ihrer Mannschaft nahm sie auch am Turnier um den Zypern-Cup 2010 teil und gehörte der Mannschaft an, die das Finale am 3. März gegen die Nationalmannschaft Kanadas mit 0:1 verlor; sie wurde in der 82. Minute für Hayley Moorwood eingewechselt. Mit ihrer Mannschaft im Turnier um die Ozeanienmeisterschaft – zugleich Qualifikationsturnier für die Weltmeisterschaft 2011 – vertreten, kam sie am 29. September 2010 im ersten Spiel der Gruppe A, beim 14:0-Sieg über die Nationalmannschaft Vanuatus zum Einsatz, wie auch am 1. Oktober 2010 im zweiten Gruppenspiel, beim 10:0-Sieg über die Nationalmannschaft der Cookinseln. Im Halbfinale gegen die Nationalmannschaft der Salomonen und im Finale gegen die Nationalmannschaft Papua-Neuguineas am 6. und 8. Oktober 2010 wurde sie zur zweiten Spielzeit und in der 60. Minute jeweils für Rebecca Smith eingewechselt. An- und abschließend kam sie im Turnier um den Peace Queen Cup einzig im ersten Spiel der Gruppe A im torlosen Spiel gegen die Nationalmannschaft Japans am 17. Oktober zum Einsatz. Im Turnier um den Zypern-Cup 2011 fand sie lediglich im zweiten Spiel der Gruppe B am 4. März in Larnaka beim 2:1-Sieg über die Schweizer Nationalmannschaft Berücksichtigung. Im Jahr darauf kam sie einzig am 28. Februar 2012 an selber Spielstätte beim 2:0-Sieg über die Nationalmannschaft Nordirlands ein zweites Mal in diesem Turnier zum Einsatz. Am 27. Juni 2012 bestritt sie ihr letztes Länderspiel, dass gegen die Nationalmannschaft Australiens in Wollongong mit 0:2 verloren wurde und einen freundlichen Charakter hatte. Sie gehörte dem Kader für das olympische Fußballturnier 2012 in London an, wurde jedoch im Turnierverlauf nicht eingesetzt.

## Erfolge
- Ozeanienmeisterin: 2010
- Zypern-Cup-Finalistin: 2010